# Spring (альбом April)
«Spring» (с англ. — «Весна») — второй мини-альбом южнокорейской гёрл-группы APRIL. Альбом был выпущен в цифровом и физическом формате 27 апреля 2016 года DSP Media, и распространён компанией LOEN Entertainment. Он содержит шесть треков, включая сингл «Tinkerbell». Это был последний релиз с теперь уже бывшей участницей Хёнджу, которая официально покинула группу 29 октября 2016 года, чтобы продолжить свою актёрскую карьеру.

## Предыстория и релиз
4 апреля DSP Media объявило через плакат с тизером, что группа вернется 27 апреля. На плакате изображена рамка с цветами внутри и рисунок, напоминающий крыло бабочки. DSP Media также показало различные фотографии и видео-тизеры для альбома «Spring».
Концепция этого альбома — сказочная, включающая в себя разные цветы, связанные с именем группы «A.P.R.I.L». A — «Цветок абрикоса», P — «Пион», R — «Роза», I — «Островные маки», L — «Лилии».
Альбом и музыкальное видео для «Tinkerbell» были выпущены 27 апреля 2016 года.

## Промоушен
27 апреля 2016 года в центре искусств Lottecard группа провела рекламную демонстрацию «Spring». Шоукейс был также показан в приложении V Naver. 28 апреля группа начала свою первую рекламную акцию и впервые выступила на M! Countdown с «Tinkerbell». Это в конечном счете сопровождалось появлениями на Music Bank канала KBS, Show Music Core того же канала и Inkigayo (SBS).
12 мая DSP Media объявило, что участница Хёнджу временно прекратит деятельность В группе. По данным агентства, Хёнджу страдает от проблем с дыханием и частых головных болей, что затрудняет ей выступать на музыкальных шоу. Поскольку здоровье Хёнджу является их наивысшим приоритетом, они решили до поры до времени отдохнуть, и группа продолжала продвигать «Spring» только с четырьмя членами.

## Трек
| №                        | Название                                                  | Лирика                           | Музыка                           | Аранжировка                      | Продол-сть |
| ------------------------ | --------------------------------------------------------- | -------------------------------- | -------------------------------- | -------------------------------- | ---------- |
| 1.                       | «Wake Up»                                                 | ZigZag Note                      | ZigZag Note                      | ZigZag Note                      | 3:17       |
| 2.                       | «Tinkerbell» (팅커벨)                                     | e.one                            | e.one                            | e.one                            | 3:21       |
| 3.                       | «M.F.B.F. (My Future Boyfriend)» (내 미래의 남자친구에게) | G-High, Lee Joo-hyung (MonoTree) | G-High, Lee Joo-hyung (MonoTree) | G-High, Lee Joo-hyung (MonoTree) | 2:58       |
| 4.                       | «Open Your Eyes» (눈을 뜨면)                              | SEION                            | SEION                            | SEION                            | 3:50       |
| 5.                       | «Jelly»                                                   | e.one                            | e.one                            | e.one                            | 3:44       |
| 6.                       | «Tinkerbell (Instrumental)»                               |                                  | e.one                            | e.one                            | 3:21       |
| Общая продолжительность: | Общая продолжительность:                                  | Общая продолжительность:         | Общая продолжительность:         | Общая продолжительность:         | 20:41      |